# Lubow Panczenko
Lubow Mychajliwna Panczenko (ukr. Любов Михайлівна Панченко, ur. 2 lutego 1938 w Jabłuniwce (obecnie część Buczy), zm. 30 kwietnia 2022 w Kijowie) – ukraińska artystka sztuk wizualnych, projektantka mody.

## Życiorys
Rodzice nie akceptowali jej zamiłowania do sztuk plastycznych i nie pomagali jej, gdy studiowała. Ukończyła Państwową Akademię Sztuk Dekoracyjnych i Projektowania w Kijowie w latach 50. XX wieku. Studiowała zaocznie na Wydziale Grafiki Ukraińskim Instytucie Poligraficznym im. Iwana Fedorowa w 1968 roku. Była zatrudniona w Instytucie Technologii w dziale projektów. W latach 60. XX wieku dołączyła do sekcji literackiej „Brama”, należała do pokolenia Szistdesiatnyków. Była członkinią Związku Ukrainek. Pracowała jako projektantka w Domu Mody „Chreszczatyk”.
Pod koniec życia mieszkała ze swoim psem Czumakiem w Buczy, w części miasta Lіsowa Bucza. Podczas okupacji Buczy przez Rosjan przebywała tamże w swoim domu (jej dom został trafiony pociskiem) i głodowała przez miesiąc. Po wyzwoleniu miasta trafiła 2 kwietnia 2022 roku w złym stanie do szpitala w Kijowie, gdzie zmarła.

## Wyróżnienia
- Nagroda im. Wasyla Stusa[8] (2001[10])
- Honorowe obywatelstwo miasta Buczy[8]

## Twórczość
Projektowała ubrania, stroje dla zespołów folklorystycznych. Tworzyła obrazy, m.in. akwarele, gwasze, grafiki, a także aplikacje, kolaże z tkanin. Wykonała m.in. dekoracje ścian Muzeum Tarasa Szewczenki w Kijowie. W jej twórczości obok ludowych ornamentów typowych dla Ukrainy pojawiają się również m.in. krajobrazy Karpat. Badała kulturę Huculszczyzny i Polesia. Za czasów przynależności Ukrainy do ZSRR dbała o pielęgnowanie kultury ukraińskiej pomimo antyukraińskiej polityki kulturowej. Była represjonowana przez KGB z powodu swojej wyraźnie ukraińskiej twórczości, która nie była prezentowana w czasach sowieckich na wystawach, drukowano jednak jej wzory haftów w czasopiśmie „Sowietskaja Żenszczina”. Większe wystawy prac artystki organizowano dopiero od lat 90. XX wieku. W 2008 roku w Narodowym Muzeum Literatury Ukrainy odbyła się jej wystawa retrospektywna, na której zaprezentowano jej 150 prac, a 2 lutego 2022 roku, w jej 84. urodziny, otwarto wystawę w centrum handlowym w kijowskim wieżowcu Guliwer. Jej dzieła przechowuje Muzej szistdesiatnyctwa, któremu artystka przekazała swoje prace. Około 2021 roku powstała gra online oparta na jej twórczości.